# Maison Charles Magnette
La maison Charles Magnette est une maison  construite à Liège par l'architecte Paul Jaspar. Elle a été construite dans un style pré-Art nouveau marqué par l’historicisme et le régionaliste (néo-mosan).

## Situation
La maison Charles Magnette se situe dans le quartier d'Outremeuse en bord de Meuse au no 6 du quai Édouard van Beneden à deux pas de la passerelle Saucy. Outremeuse compte de nombreuses réalisations de style Art nouveau principalement autour des places du Congrès et de l'Yser.

## Historique
Lorsque Charles Magnette demande à Paul Jaspar  en 1897 de lui construire cette maison, ce dernier n'a encore à son actif que quelques réalisations comme la Maison  à Liège ou la Villa Henrijean à Spa. Quant à Charles Magnette, il a 34 ans, est avocat et n'a pas encore entamé sa longue carrière politique. Il deviendra, en outre, sénateur de 1909 à 1932.

## Description

### La façade
La façade est formée de deux travées et de cinq niveaux.
Le soubassement de la maison est composé de grès vitrifié dans la masse et de pierres de taille. Le reste de l'immeuble est bâti en brique rouge mais entrecoupé à intervalles réguliers par six bandeaux de pierre bleue. 
Les deux soupiraux ainsi que la petite baie contre la porte d'entrée sont protégés par des fers forgés. La porte d'entrée en bois clair est sculptée de neuf grandes alvéoles rectangulaires aux coins arrondis. Elle est très ressemblante à la porte d'entrée de la Maison Bénard réalisée par le même architecte.
Au premier étage, un oriel percé de six baies dont les trois supérieures sont recouvertes de vitraux font quelque peu penser au style mosan. Sur l'oriel, une inscription latine Jus Lex (le droit, la loi) rappelle au passant la nature de la profession du propriétaire. Un auvent en ardoise recouvre cet oriel. Une baie entourée de petits vitraux et un garde-corps en fer forgé et en bois complètent la travée droite.
Les baies des deuxième et troisième étages sont différentes. À gauche, elles forment un arc en plein cintre tandis qu'à droite, elles sont rectangulaires et un peu plus volumineuses. Au dernier étage, quatre sgraffites entourent trois baies rectangulaires sous une corniche proéminente et récemment restaurée.

### Les sgraffites
Sous la corniche, quatre sgraffites aux motifs égyptiens ornent le sommet de la façade. Les six personnages sont peints en jaune sur fond bleu. Ils symbolisent la loi et la justice. On peut d'ailleurs observer la hache pour la sentence, la balance de la justice ainsi que des tables de loi. Ces sgraffites reprennent donc le thème inscrit sur l'oriel.

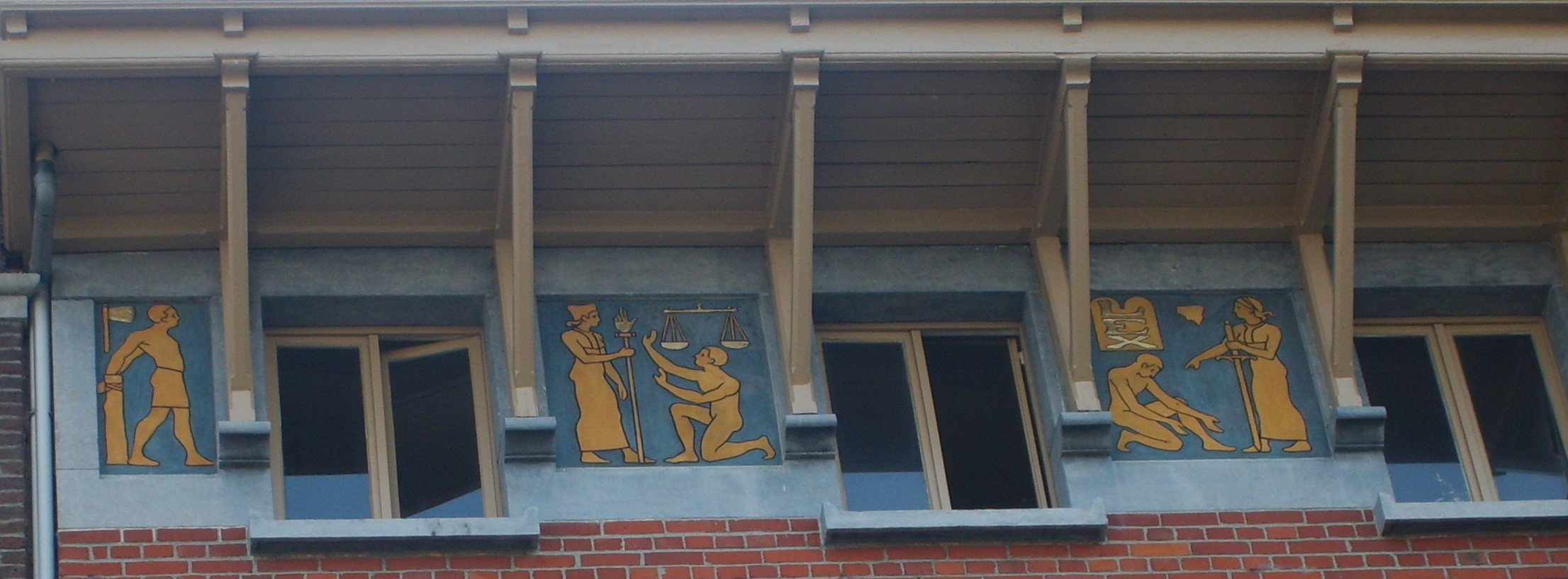
Maison Charles Magnette : sgraffites égyptiens

## Sources
- Alice Delvaille et Philippe Chavanne, L'Art nouveau en Province de Liège, 2002  (ISBN 2-87114-188-6)
- « Inventaire du patrimoine culturel immobilier - Maison Charles Magnette », sur spw.wallonie.be (consulté le 10 mars 2019)
- Sébastien Charlier et Monique Merland, « L'architecte Paul Jaspar (1859-1945): patrimoine et modernité : Une exposition au Grand Curtius de Liège », Les Cahiers de l’Urbanisme, no 73,‎ septembre 2009 (lire en ligne)